# Vita Merlini
Die Vita Merlini (Das Leben Merlins) ist eine kurz vor 1150 verfasste mittellateinische hexametrische Dichtung.
Sie wird meist Geoffrey von Monmouth zugeschrieben.
Das Gedicht ist nur in einer einzigen Handschrift vollständig erhalten (British Museum Vespasian E. IV).
Die Vita Merlini zeigt den alternden Merlin als „wilden Mann“, der in seiner Einöde die Vertreibung der Angelsachsen aus Britannien prophezeit. Er erhält von Telgesinus (Taliesin) Unterricht in Geographie und Kosmographie und wird zuletzt von einer Wunderquelle geheilt.
Das Gedicht gibt den frühesten Einblick in die walisische Tradition über den "wilden Merlin" (Merlinus Silvestris). Die Überlieferung entsprechender Erzählungen in walisischer Sprache setzt erst im 13. Jahrhundert ein,
darunter die Merlin (Myrddin) zugeschriebenen Gedichte Afallennau (Rede an Apfelbäume); Oiannau (Rede an Ferkel); Gespräch mit Taliesin und das Gespräch mit seiner Schwester. Das letztgenannte Gedicht erzählt, wie Merlin seinen Herrn in der Schlacht von Arfderydd im heutigen Südschottland (573) verlor und daraufhin 50 Jahre in der Wildnis umherirrte, um seinen Verfolgern zu entgehen.